# Флорентинци
Това е списък на известни личности, свързани с град Флоренция, Италия.

## Родени във Флоренция
- Данте Алигиери (1265 – 1321), поет
- Джовани Бокачо (1313 – 1375), писател
- Сандро Ботичели (1445 – 1510), художник
- Винченцо Вивиани (1622 – 1703), учен
- Арнолдо Дзоки (1862 – 1940), скулптор
- Козимо II (1590 – 1621), велик херцог
- Пиеро ди Козимо (1462 – 1522), художник
- Карло Колоди (1826 – 1890), италиански писател
- Жан-Батист Люли (1632 – 1687), френски композитор
- Лъв XI (1535 – 1605), папа
- Николо Макиавели (1469 – 1527), философ
- Бия Медичи (1537 – 1542), дъщеря на Козимо I Медичи
- Вирджиния Медичи (1568 – 1615), дъщеря на Козимо I Медичи
- Иполито Медичи (1511 – 1535), син на Джулиано Лоренцо Медичи
- Катерина Медичи (1519 – 1589), кралица на Франция
- Витория Пучини (р. 1981), киноактриса
- Пиетро Читати (р. 1930), писател

## Починали във Флоренция
- Леон Батиста Алберти (1404 – 1472), архитект
- Педру Америку (1843 – 1905), бразилски художник
- Джовани Бокачо (1313 – 1375), писател
- Сандро Ботичели (1445 – 1510), художник
- Джорджо Вазари (1511 – 1574), художник и архитект
- Винченцо Вивиани (1622 – 1703), учен
- Галилео Галилей (1564 – 1642), учен
- Йоан XXIII (1370 – 1419), антипапа
- Козимо II (1590 – 1621), велик херцог
- Пиеро ди Козимо (1462 – 1522), художник
- Карло Колоди (1826 – 1890), италиански писател
- Николо Макиавели (1469 – 1527), философ
- Бия Медичи (1537 – 1542), дъщеря на Козимо I Медичи
- Иполито Медичи (1511 – 1535), син на Джулиано Лоренцо Медичи
- Мюриъл Спарк (1918 – 2006), английска писателка и литературна критичка
- Еванджелиста Торичели (1608 – 1647), физик и математик

## Други личности, свързани с Флоренция
- Константин Величков (1855 – 1907), български писател, учи живопис през 1887 – 1889
- Леонардо да Винчи (1452 – 1519), учен и художник, живее в града през 1464 – 1482 и 1500 – 1506
- Борис Михайлов (1868 – 1921), български художник, завършва Художествена академия през 1892